# سید احمد مدنی
سید احمد مدنی (مرداد ۱۳۰۸ – ۲۳ بهمن ۱۳۸۴) نظامی سابق ایرانی و از اعضای بلندپایه جبهه ملی ایران بود. وی در سال ۱۳۴۸ به درجه دریاداری در نیروی دریایی شاهنشاهی ایران رسید، اما در سال ۱۳۵۱ از ارتش برکنار شد. مدنی پس از پیروزی انقلاب ۱۳۵۷ فرمانده نیروی دریایی و اولین وزیر دفاع جمهوری اسلامی ایران از بهمن ۱۳۵۷ تا فروردین ۱۳۵۸ در دولت مهدی بازرگان شد. او در فاصله فروردین ۱۳۵۸ تا بهمن ماه همان‌سال عهده‌دار استانداری خوزستان بود. مدنی در بهمن سال ۱۳۵۸ پس از خروج کامل از فعالیت‌های نظامی در نخستین انتخابات ریاست جمهوری ایران نامزد شد و با حمایت جبهه ملی ایران با کسب ۱۵٫۹٪ آراء حائز رتبهٔ دوم شد.
مدنی در انتخابات مجلس اول نیز از حوزه کرمان به نمایندگی مجلس انتخاب شد اما اعتبارنامه او در مجلس تصویب نشد. وی در سال ۱۳۵۹ به آمریکا مهاجرت کرد و تا زمان مرگ در آنجا زیست. مدنی سال‌ها رهبری جبهه ملی ایران را در خارج از کشور بر عهده داشت.

## از آغاز تا انقلاب ۱۳۵۷
احمد مدنی در مرداد ماه ۱۳۰۸ در سیرجان به دنیا آمد.
دوره ابتدایی و متوسطه را در شهر کرمان طی کرد و سپس برای ادامه تحصیل به تهران رفت و در دانشکده حقوق نام‌نویسی کرد. سال بعد جزو داوطلبان اعزامی دانشجویان نیروی دریایی برای ادامه تحصیلات به انگلستان رفت. در سال ۱۳۳۱ به درجه ناوبان دومی و در آبان ماه ۱۳۴۸ به درجه دریاداری رسید.
وی بیشتر دوران خدمت خود را در بندرعباس و جزایر خلیج فارس گذراند. در سال ۱۳۵۱ به علت فعالیت‌های سیاسی از کار برکنار شد و از آن تاریخ تا انقلاب بهمن ۱۳۵۷ به تدریس علوم سیاسی و اقتصاد در دانشکده‌های مختلف در ایران پرداخت. در همین دوران مقاله و کتاب‌های خود را در زمینه‌های علوم سیاسی، اقتصادی، اجتماعی و فنی به نگارش درآورد که از آن‌ها می‌توان به «ارمغان شوم»، «بد آموزی‌های استعمار»، «محاکمه خلیج فارس نویسان»، «جغرافیای اقتصادی جهان»، «آفتاب غروب ناپذیر»، «اقتصاد خاور میانه»، «جامعه‌شناسی اقتصادی»، «مدیریت صنعتی»، «اقتصاد ایران»، «اقتصاد توسعه»، «اقتصاد اجتماعی و برنامه ریزی اقتصادی»، اشاره نمود.

## مدنی پس از انقلاب تا خروج از کشور

به دنبال آشوب‌افکنی صدام در خرمشهر، به دستور دریادار مدنی، تکاوران ارتش جمهوری اسلامی ایران به خرمشهر وارد شدند.

### دولت موقت
وی پس از پیروزی انقلاب در کابینه مهدی بازرگان به سمت وزیر دفاع و فرماندهی نیروی دریایی انتخاب شد اما پس از حدود دو ماه از وزارت دفاع کناره گرفت. پس از آن بنا به خواست مهندس بازرگان، وی مدتی عهده‌دار استانداری خوزستان شد.

### نخستین انتخابات ریاست جمهوری ایران
مدنی در نخستین انتخابات ریاست‌جمهوری ایران، در بهمن ماه سال ۱۳۵۸، نامزد شد و با کسب ۱۵٫۹٪ آراء، حائز رتبه دوم شد. وی در این انتخابات پایین‌تر از سید ابوالحسن بنی‌صدر و بالاتر از حسن حبیبی، داریوش فروهر، کاظم سامی، صادق طباطبایی، صادق قطب‌زاده، محمد مکری، حسن غفوری‌فرد و حسن آیت قرار گرفت. وی در استان‌های کرمان، کردستان، سیستان و بلوچستان، هرمزگان و زنجان حائز رتبهٔ اول شده بود.

### انتخابات مجلس
وی در انتخابات دوره اول مجلس شورای اسلامی، از حوزه انتخابیه کرمان انتخاب شد اما اعتبارنامه وی به تصویب نرسید.

## خروج از کشور
وی با توجه به اطلاعاتی که از اسناد مکشوفه در سفارت آمریکا در تهران به‌دست آمد، از سوی دانشجویان پیرو خط امام به جاسوسی و ارتباط با آمریکا متهم شد، لذا در اواسط سال ۱۳۵۹ برای همیشه از کشور خارج شد و به آمریکا مهاجرت کرد. احمد مدنی سالها دبیرکلی جبهه ملی ایران در خارج از کشور را بر عهده داشت.
سه ماه پس از خروج از ایران مدنی در تاریخ ۱۹ آذر ۱۳۵۹ نامه سرگشاده‌ای به روح‌الله خمینی نوشت که بخش‌های کوچکی از آن نامه در این‌جا ذکر می‌شود:
... این انقلابی که نخست گیتی را به شگفتی واداشت و به دل‌های ناامید محرومان جهان نوید پیروزی و بهروزی داد و دنیایی از افتخار را برای ملت ایران فراهم نمود، حالا بر اثر کج‌روی‌ها، آن‌چنان پژمرده و چرکین شده که مایه سرافکندگی ملت گردیده‌است… افسوس و صد افسوس، که پرتو انقلابمان خوش درخشید ولی دولت مستعجلی بود.
افسوس و صد افسوس، که چراغی که به‌دست ملت روشن شد، اینک به‌دست عواملتان خاموش گردیده‌است.
افسوس و صد افسوس، که بنائی را که خودتان برافراشتید و به همت شما شکل و زیور گرفت اینک به‌دست خویش، اسباب فرو ریختنش را فراهم کرده‌اید.
آیا به شما می‌گویند که وضع مملکت چگونه است و ملت چه می‌کشد و کشور به چه ویرانه‌ای تبدیل شده و چه تفرقه و هرج و مرجی بر مردم حکومت می‌کند؟... این ملت کشته نداد و شکنجه و زندان را تحمل ننمود و سپس انقلاب نکرد که از چاله در آید و به چاه فروافتد.
این ملت انقلاب نکرد و دگرگونی پدید نیاورد که از چنگال چپاول‌گران و یغمابرانی چند رهائی یابد و به چنگال چپاول‌گران و یغمابرانی حریص‌تر گرفتار آید.
این ملت انقلاب نکرد و دگرگونی پدید نیاورد که از گزند آدم‌کشانی خونریز و سنگدل وارهد و به گزند آدم‌کشانی خونریزتر و سنگدل‌تر مبتلا شود.
مردم کشور ما چه گناهی کرده‌اند که می‌باید این‌قدر سیلی بخورند و این‌قدر زجر بکشند؟

## درگذشت
در روز ۲۳ بهمن ۱۳۸۴ خورشیدی، احمد مدنی پس از یک بیماری نسبتاً طولانی در اثر ابتلا به سرطان، در ایالت کلرادو در آمریکا درگذشت.